# Lotus glaucus
Lotus glaucus là một loài thực vật có hoa trong họ Đậu. Loài này được Sol. miêu tả khoa học đầu tiên.

## Hình ảnh

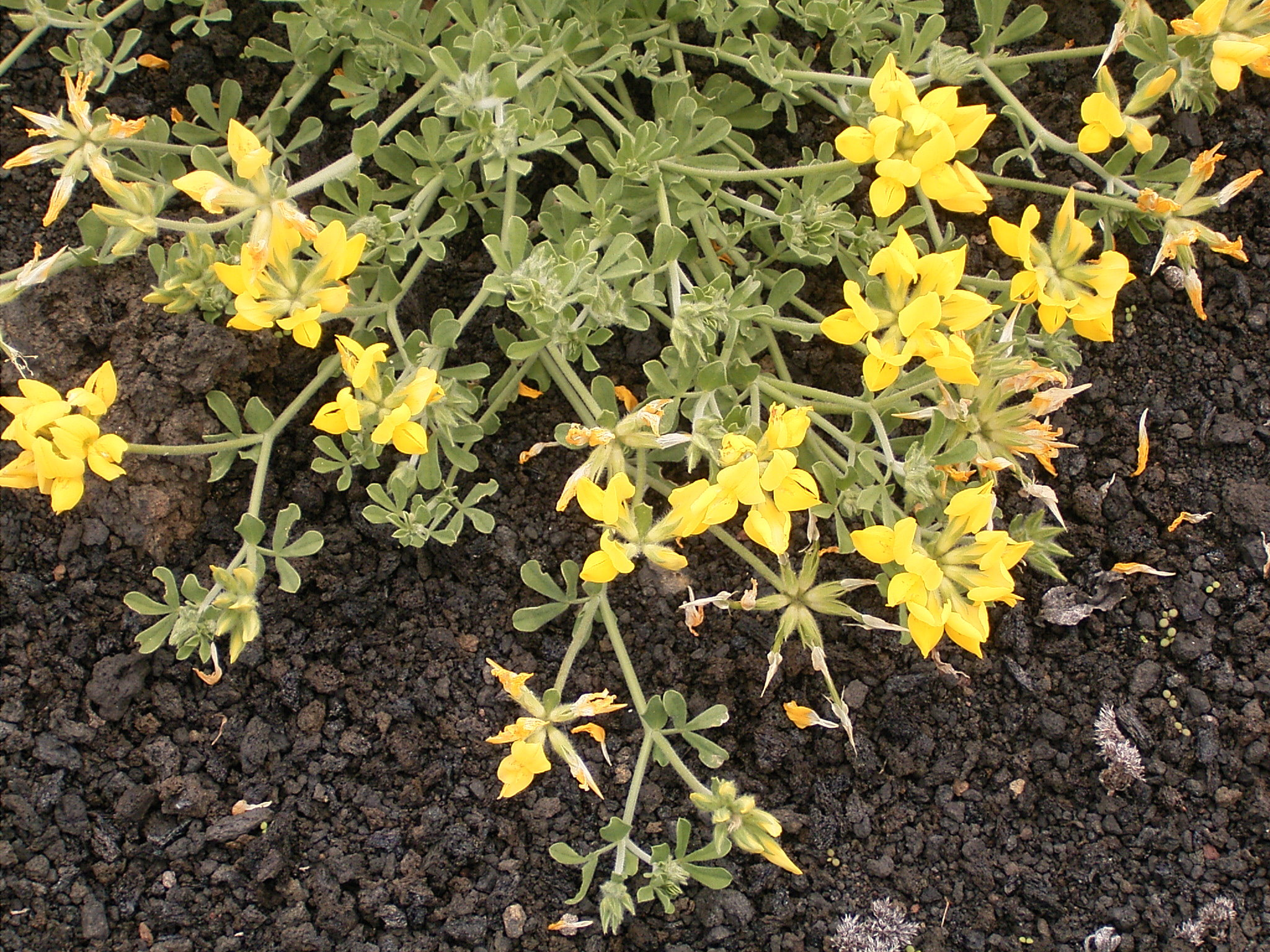
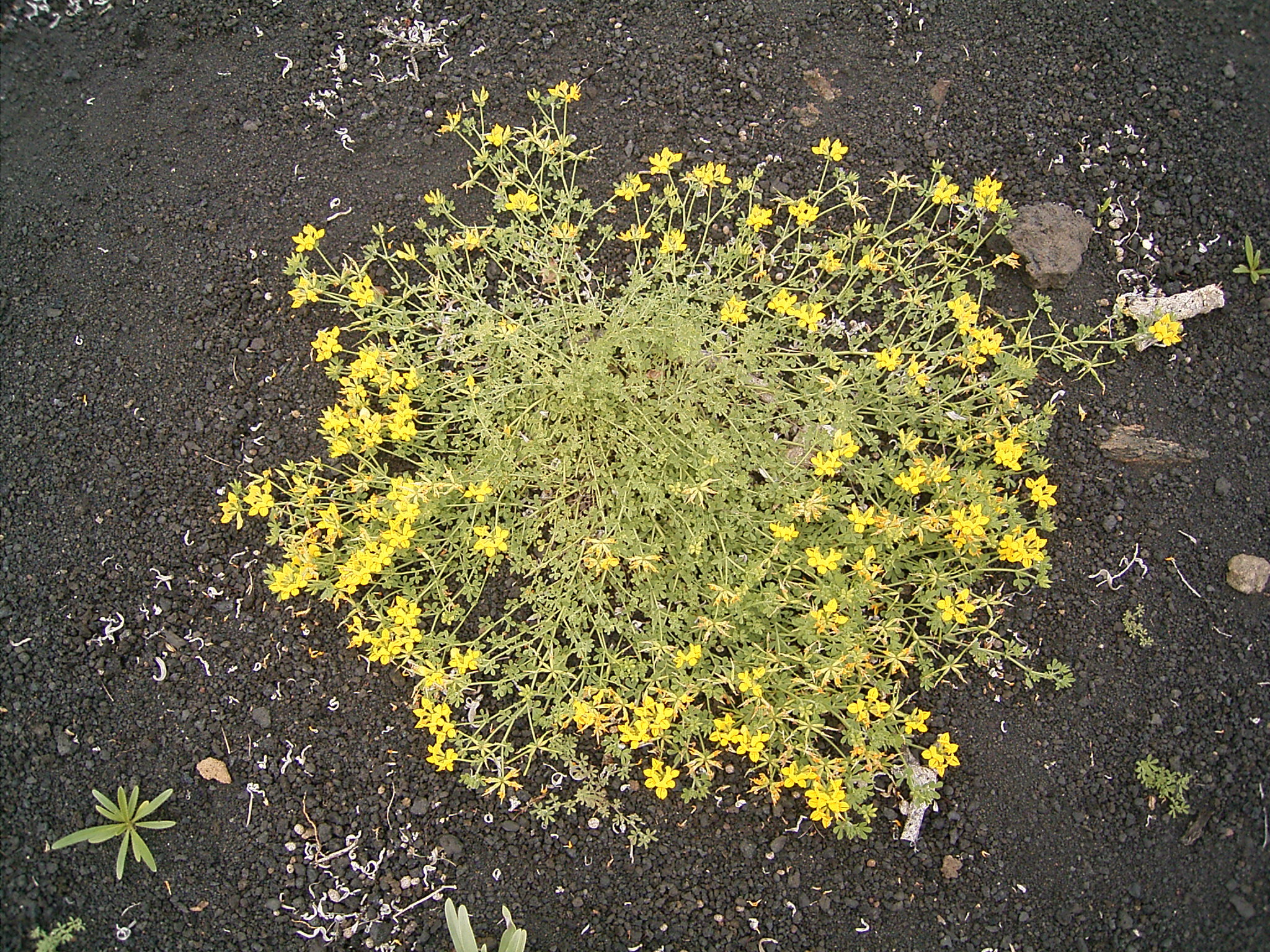
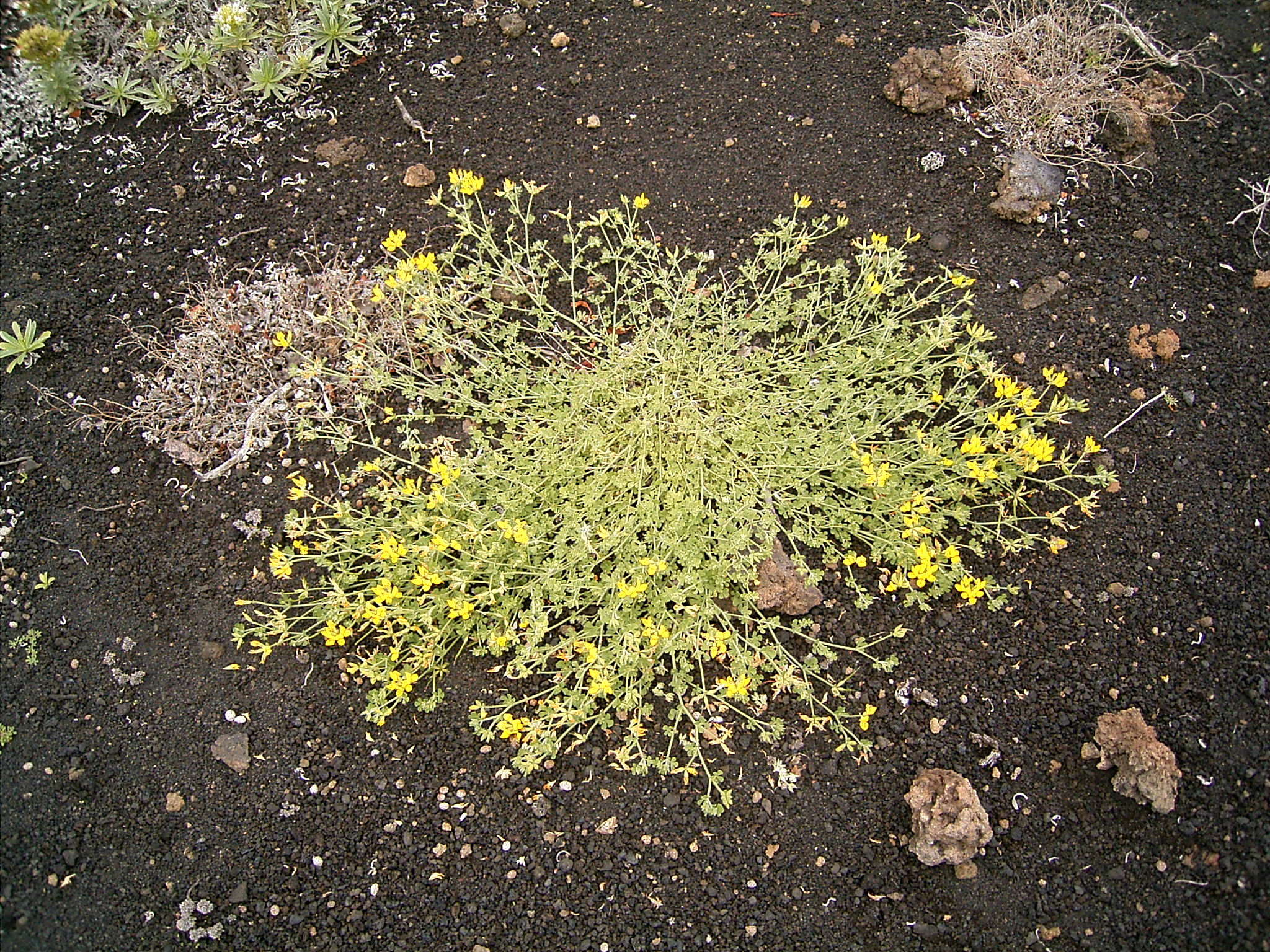